# Liste der Ortsteile im Saarland

Wappen des Saarlands

Die Liste der Ortsteile im Saarland enthält die 378 nicht selbständigen Stadt- und Gemeindeteile im deutschen Bundesland Saarland.
Sie gehören zu den 52 selbständigen Städten/Gemeinden in den 6 saarländischen Stadt-/Landkreisen Stadtverband Saarbrücken, Landkreis Merzig-Wadern, Landkreis Neunkirchen, Landkreis Saarlouis, Saarpfalz-Kreis und Landkreis St. Wendel.

## Gemeindeteile
Aufzählung in der Reihenfolge: Stadtverband Saarbrücken, Landkreis Merzig-Wadern, Landkreis Neunkirchen, Landkreis Saarlouis, Saarpfalz-Kreis, Landkreis St. Wendel
| Schlüssel-Nr. | Gemeindeteil                    | Stadt/Gemeinde        | Stadtverband/Kreis       |
| ------------- | ------------------------------- | --------------------- | ------------------------ |
| 10041100110   | Alt-Saarbrücken                 | Saarbrücken, Stadt    | Stadtverband Saarbrücken |
| 10041100120   | Malstatt-Rußhütte               | Saarbrücken, Stadt    | Stadtverband Saarbrücken |
| 10041100130   | St. Johann                      | Saarbrücken, Stadt    | Stadtverband Saarbrücken |
| 10041100140   | Eschberg                        | Saarbrücken, Stadt    | Stadtverband Saarbrücken |
| 10041100160   | St. Arnual                      | Saarbrücken, Stadt    | Stadtverband Saarbrücken |
| 10041100210   | Gersweiler                      | Saarbrücken, Stadt    | Stadtverband Saarbrücken |
| 10041100220   | Klarenthal                      | Saarbrücken, Stadt    | Stadtverband Saarbrücken |
| 10041100230   | Altenkessel                     | Saarbrücken, Stadt    | Stadtverband Saarbrücken |
| 10041100240   | Burbach                         | Saarbrücken, Stadt    | Stadtverband Saarbrücken |
| 10041100310   | Dudweiler                       | Saarbrücken, Stadt    | Stadtverband Saarbrücken |
| 10041100320   | Jägersfreude                    | Saarbrücken, Stadt    | Stadtverband Saarbrücken |
| 10041100330   | Herrensohr                      | Saarbrücken, Stadt    | Stadtverband Saarbrücken |
| 10041100340   | Scheidt                         | Saarbrücken, Stadt    | Stadtverband Saarbrücken |
| 10041100420   | Schafbrücke                     | Saarbrücken, Stadt    | Stadtverband Saarbrücken |
| 10041100430   | Bischmisheim                    | Saarbrücken, Stadt    | Stadtverband Saarbrücken |
| 10041100440   | Ensheim                         | Saarbrücken, Stadt    | Stadtverband Saarbrücken |
| 10041100450   | Brebach-Fechingen               | Saarbrücken, Stadt    | Stadtverband Saarbrücken |
| 10041100460   | Eschringen                      | Saarbrücken, Stadt    | Stadtverband Saarbrücken |
| 10041100470   | Güdingen                        | Saarbrücken, Stadt    | Stadtverband Saarbrücken |
| 10041100480   | Bübingen                        | Saarbrücken, Stadt    | Stadtverband Saarbrücken |
| 10041511010   | Friedrichsthal                  | Friedrichsthal, Stadt | Stadtverband Saarbrücken |
| 10041511020   | Bildstock                       | Friedrichsthal, Stadt | Stadtverband Saarbrücken |
| 10041511030   | Maybach                         | Friedrichsthal, Stadt | Stadtverband Saarbrücken |
| 10041512010   | Dorf im Warndt                  | Großrosseln           | Stadtverband Saarbrücken |
| 10041512020   | Emmersweiler                    | Großrosseln           | Stadtverband Saarbrücken |
| 10041512030   | Großrosseln                     | Großrosseln           | Stadtverband Saarbrücken |
| 10041512040   | Karlsbrunn                      | Großrosseln           | Stadtverband Saarbrücken |
| 10041512050   | Naßweiler                       | Großrosseln           | Stadtverband Saarbrücken |
| 10041512060   | St. Nikolaus                    | Großrosseln           | Stadtverband Saarbrücken |
| 10041513010   | Eiweiler                        | Heusweiler            | Stadtverband Saarbrücken |
| 10041513020   | Heusweiler                      | Heusweiler            | Stadtverband Saarbrücken |
| 10041513030   | Holz                            | Heusweiler            | Stadtverband Saarbrücken |
| 10041513040   | Kutzhof                         | Heusweiler            | Stadtverband Saarbrücken |
| 10041513050   | Niedersalbach                   | Heusweiler            | Stadtverband Saarbrücken |
| 10041513060   | Obersalbach-Kurhof              | Heusweiler            | Stadtverband Saarbrücken |
| 10041513070   | Wahlschied                      | Heusweiler            | Stadtverband Saarbrücken |
| 10041514010   | Kleinblittersdorf               | Kleinblittersdorf     | Stadtverband Saarbrücken |
| 10041514020   | Rilchingen-Hanweiler            | Kleinblittersdorf     | Stadtverband Saarbrücken |
| 10041514030   | Auersmacher                     | Kleinblittersdorf     | Stadtverband Saarbrücken |
| 10041514040   | Bliesransbach                   | Kleinblittersdorf     | Stadtverband Saarbrücken |
| 10041514050   | Sitterswald                     | Kleinblittersdorf     | Stadtverband Saarbrücken |
| 10041515010   | Püttlingen                      | Püttlingen, Stadt     | Stadtverband Saarbrücken |
| 10041515020   | Köllerbach                      | Püttlingen, Stadt     | Stadtverband Saarbrücken |
| 10041516010   | Quierschied                     | Quierschied           | Stadtverband Saarbrücken |
| 10041516020   | Fischbach                       | Quierschied           | Stadtverband Saarbrücken |
| 10041516030   | Göttelborn                      | Quierschied           | Stadtverband Saarbrücken |
| 10041517010   | Riegelsberg                     | Riegelsberg           | Stadtverband Saarbrücken |
| 10041517020   | Walpershofen                    | Riegelsberg           | Stadtverband Saarbrücken |
| 10041518010   | Sulzbach                        | Sulzbach, Stadt       | Stadtverband Saarbrücken |
| 10041518020   | Altenwald                       | Sulzbach, Stadt       | Stadtverband Saarbrücken |
| 10041518030   | Hühnerfeld                      | Sulzbach, Stadt       | Stadtverband Saarbrücken |
| 10041518040   | Brefeld                         | Sulzbach, Stadt       | Stadtverband Saarbrücken |
| 10041518050   | Neuweiler                       | Sulzbach, Stadt       | Stadtverband Saarbrücken |
| 10041518060   | Schnappach                      | Sulzbach, Stadt       | Stadtverband Saarbrücken |
| 10041519010   | Völklingen                      | Völklingen, Stadt     | Stadtverband Saarbrücken |
| 10041519020   | Fenne                           | Völklingen, Stadt     | Stadtverband Saarbrücken |
| 10041519030   | Fürstenhausen                   | Völklingen, Stadt     | Stadtverband Saarbrücken |
| 10041519040   | Geislautern                     | Völklingen, Stadt     | Stadtverband Saarbrücken |
| 10041519050   | Heidstock                       | Völklingen, Stadt     | Stadtverband Saarbrücken |
| 10041519060   | Hermann-Röchling Höhe           | Völklingen, Stadt     | Stadtverband Saarbrücken |
| 10041519070   | Luisenthal                      | Völklingen, Stadt     | Stadtverband Saarbrücken |
| 10041519080   | Wehrden                         | Völklingen, Stadt     | Stadtverband Saarbrücken |
| 10041519090   | Lauterbach                      | Völklingen, Stadt     | Stadtverband Saarbrücken |
| 10041519100   | Ludweiler-Warndt                | Völklingen, Stadt     | Stadtverband Saarbrücken |
| 10042111010   | Beckingen                       | Beckingen             | Landkreis Merzig-Wadern  |
| 10042111020   | Düppenweiler                    | Beckingen             | Landkreis Merzig-Wadern  |
| 10042111030   | Erbringen                       | Beckingen             | Landkreis Merzig-Wadern  |
| 10042111040   | Hargarten                       | Beckingen             | Landkreis Merzig-Wadern  |
| 10042111050   | Haustadt                        | Beckingen             | Landkreis Merzig-Wadern  |
| 10042111060   | Honzrath                        | Beckingen             | Landkreis Merzig-Wadern  |
| 10042111070   | Oppen                           | Beckingen             | Landkreis Merzig-Wadern  |
| 10042111080   | Reimsbach                       | Beckingen             | Landkreis Merzig-Wadern  |
| 10042111090   | Saarfels                        | Beckingen             | Landkreis Merzig-Wadern  |
| 10042112010   | Bachem                          | Losheim am See        | Landkreis Merzig-Wadern  |
| 10042112020   | Bergen                          | Losheim am See        | Landkreis Merzig-Wadern  |
| 10042112030   | Britten                         | Losheim am See        | Landkreis Merzig-Wadern  |
| 10042112040   | Hausbach                        | Losheim am See        | Landkreis Merzig-Wadern  |
| 10042112050   | Losheim am See                  | Losheim am See        | Landkreis Merzig-Wadern  |
| 10042112060   | Mitlosheim                      | Losheim am See        | Landkreis Merzig-Wadern  |
| 10042112070   | Niederlosheim                   | Losheim am See        | Landkreis Merzig-Wadern  |
| 10042112080   | Rimlingen                       | Losheim am See        | Landkreis Merzig-Wadern  |
| 10042112090   | Rissenthal                      | Losheim am See        | Landkreis Merzig-Wadern  |
| 10042112100   | Scheiden                        | Losheim am See        | Landkreis Merzig-Wadern  |
| 10042112110   | Wahlen                          | Losheim am See        | Landkreis Merzig-Wadern  |
| 10042112120   | Waldhölzbach                    | Losheim am See        | Landkreis Merzig-Wadern  |
| 10042113010   | Merzig                          | Merzig, Stadt         | Landkreis Merzig-Wadern  |
| 10042113020   | Ballern                         | Merzig, Stadt         | Landkreis Merzig-Wadern  |
| 10042113030   | Besseringen                     | Merzig, Stadt         | Landkreis Merzig-Wadern  |
| 10042113040   | Bietzen                         | Merzig, Stadt         | Landkreis Merzig-Wadern  |
| 10042113050   | Brotdorf                        | Merzig, Stadt         | Landkreis Merzig-Wadern  |
| 10042113060   | Büdingen                        | Merzig, Stadt         | Landkreis Merzig-Wadern  |
| 10042113070   | Fitten                          | Merzig, Stadt         | Landkreis Merzig-Wadern  |
| 10042113080   | Harlingen                       | Merzig, Stadt         | Landkreis Merzig-Wadern  |
| 10042113090   | Hilbringen                      | Merzig, Stadt         | Landkreis Merzig-Wadern  |
| 10042113100   | Mechern                         | Merzig, Stadt         | Landkreis Merzig-Wadern  |
| 10042113110   | Menningen                       | Merzig, Stadt         | Landkreis Merzig-Wadern  |
| 10042113120   | Merchingen                      | Merzig, Stadt         | Landkreis Merzig-Wadern  |
| 10042113130   | Mondorf                         | Merzig, Stadt         | Landkreis Merzig-Wadern  |
| 10042113140   | Schwemlingen                    | Merzig, Stadt         | Landkreis Merzig-Wadern  |
| 10042113150   | Silwingen                       | Merzig, Stadt         | Landkreis Merzig-Wadern  |
| 10042113160   | Weiler                          | Merzig, Stadt         | Landkreis Merzig-Wadern  |
| 10042113170   | Wellingen                       | Merzig, Stadt         | Landkreis Merzig-Wadern  |
| 10042114010   | Dreisbach                       | Mettlach              | Landkreis Merzig-Wadern  |
| 10042114020   | Faha                            | Mettlach              | Landkreis Merzig-Wadern  |
| 10042114030   | Mettlach                        | Mettlach              | Landkreis Merzig-Wadern  |
| 10042114040   | Nohn                            | Mettlach              | Landkreis Merzig-Wadern  |
| 10042114050   | Orscholz                        | Mettlach              | Landkreis Merzig-Wadern  |
| 10042114060   | Saarhölzbach                    | Mettlach              | Landkreis Merzig-Wadern  |
| 10042114070   | Weiten                          | Mettlach              | Landkreis Merzig-Wadern  |
| 10042114080   | Wehingen                        | Mettlach              | Landkreis Merzig-Wadern  |
| 10042114090   | Bethingen                       | Mettlach              | Landkreis Merzig-Wadern  |
| 10042114100   | Tünsdorf                        | Mettlach              | Landkreis Merzig-Wadern  |
| 10042115010   | Perl                            | Perl                  | Landkreis Merzig-Wadern  |
| 10042115020   | Besch                           | Perl                  | Landkreis Merzig-Wadern  |
| 10042115030   | Borg                            | Perl                  | Landkreis Merzig-Wadern  |
| 10042115040   | Büschdorf                       | Perl                  | Landkreis Merzig-Wadern  |
| 10042115050   | Eft-Hellendorf                  | Perl                  | Landkreis Merzig-Wadern  |
| 10042115060   | Nennig                          | Perl                  | Landkreis Merzig-Wadern  |
| 10042115070   | Oberleuken-Kesslingen-Münzingen | Perl                  | Landkreis Merzig-Wadern  |
| 10042115080   | Oberperl                        | Perl                  | Landkreis Merzig-Wadern  |
| 10042115090   | Sehndorf                        | Perl                  | Landkreis Merzig-Wadern  |
| 10042115100   | Sinz                            | Perl                  | Landkreis Merzig-Wadern  |
| 10042115110   | Tettingen                       | Perl                  | Landkreis Merzig-Wadern  |
| 10042116010   | Wadern                          | Wadern, Stadt         | Landkreis Merzig-Wadern  |
| 10042116020   | Bardenbach                      | Wadern, Stadt         | Landkreis Merzig-Wadern  |
| 10042116030   | Büschfeld                       | Wadern, Stadt         | Landkreis Merzig-Wadern  |
| 10042116040   | Dagstuhl                        | Wadern, Stadt         | Landkreis Merzig-Wadern  |
| 10042116050   | Gehweiler                       | Wadern, Stadt         | Landkreis Merzig-Wadern  |
| 10042116060   | Krettnich                       | Wadern, Stadt         | Landkreis Merzig-Wadern  |
| 10042116070   | Lockweiler                      | Wadern, Stadt         | Landkreis Merzig-Wadern  |
| 10042116080   | Löstertal                       | Wadern, Stadt         | Landkreis Merzig-Wadern  |
| 10042116090   | Morscholz                       | Wadern, Stadt         | Landkreis Merzig-Wadern  |
| 10042116100   | Noswendel                       | Wadern, Stadt         | Landkreis Merzig-Wadern  |
| 10042116110   | Nunkirchen                      | Wadern, Stadt         | Landkreis Merzig-Wadern  |
| 10042116120   | Steinberg                       | Wadern, Stadt         | Landkreis Merzig-Wadern  |
| 10042116130   | Wadrill                         | Wadern, Stadt         | Landkreis Merzig-Wadern  |
| 10042116140   | Wedern                          | Wadern, Stadt         | Landkreis Merzig-Wadern  |
| 10042117010   | Konfeld                         | Weiskirchen           | Landkreis Merzig-Wadern  |
| 10042117020   | Rappweiler                      | Weiskirchen           | Landkreis Merzig-Wadern  |
| 10042117030   | Thailen                         | Weiskirchen           | Landkreis Merzig-Wadern  |
| 10042117040   | Weierweiler                     | Weiskirchen           | Landkreis Merzig-Wadern  |
| 10042117050   | Weiskirchen                     | Weiskirchen           | Landkreis Merzig-Wadern  |
| 10043111010   | Bubach                          | Eppelborn             | Landkreis Neunkirchen    |
| 10043111020   | Dirmingen                       | Eppelborn             | Landkreis Neunkirchen    |
| 10043111030   | Eppelborn                       | Eppelborn             | Landkreis Neunkirchen    |
| 10043111040   | Habach                          | Eppelborn             | Landkreis Neunkirchen    |
| 10043111050   | Hierscheid                      | Eppelborn             | Landkreis Neunkirchen    |
| 10043111060   | Humes                           | Eppelborn             | Landkreis Neunkirchen    |
| 10043111070   | Macherbach                      | Eppelborn             | Landkreis Neunkirchen    |
| 10043111080   | Wiesbach                        | Eppelborn             | Landkreis Neunkirchen    |
| 10043112010   | Illingen                        | Illingen              | Landkreis Neunkirchen    |
| 10043112020   | Uchtelfangen                    | Illingen              | Landkreis Neunkirchen    |
| 10043112030   | Wustweiler                      | Illingen              | Landkreis Neunkirchen    |
| 10043112040   | Hirzweiler                      | Illingen              | Landkreis Neunkirchen    |
| 10043112050   | Welschbach                      | Illingen              | Landkreis Neunkirchen    |
| 10043112060   | Hüttigweiler                    | Illingen              | Landkreis Neunkirchen    |
| 10043113010   | Merchweiler                     | Merchweiler           | Landkreis Neunkirchen    |
| 10043113020   | Wemmetsweiler                   | Merchweiler           | Landkreis Neunkirchen    |
| 10043114010   | Innenstadt                      | Neunkirchen, Stadt    | Landkreis Neunkirchen    |
| 10043114020   | Wellesweiler                    | Neunkirchen, Stadt    | Landkreis Neunkirchen    |
| 10043114030   | Furpach                         | Neunkirchen, Stadt    | Landkreis Neunkirchen    |
| 10043114040   | Heinitz                         | Neunkirchen, Stadt    | Landkreis Neunkirchen    |
| 10043114050   | Kohlhof                         | Neunkirchen, Stadt    | Landkreis Neunkirchen    |
| 10043114060   | Sinnerthal                      | Neunkirchen, Stadt    | Landkreis Neunkirchen    |
| 10043114070   | Ludwigsthal                     | Neunkirchen, Stadt    | Landkreis Neunkirchen    |
| 10043114080   | Wiebelskirchen                  | Neunkirchen, Stadt    | Landkreis Neunkirchen    |
| 10043114090   | Hangard                         | Neunkirchen, Stadt    | Landkreis Neunkirchen    |
| 10043114100   | Münchwies                       | Neunkirchen, Stadt    | Landkreis Neunkirchen    |
| 10043115010   | Ottweiler                       | Ottweiler, Stadt      | Landkreis Neunkirchen    |
| 10043115020   | Mainzweiler                     | Ottweiler, Stadt      | Landkreis Neunkirchen    |
| 10043115030   | Steinbach                       | Ottweiler, Stadt      | Landkreis Neunkirchen    |
| 10043115040   | Fürth                           | Ottweiler, Stadt      | Landkreis Neunkirchen    |
| 10043115050   | Lautenbach                      | Ottweiler, Stadt      | Landkreis Neunkirchen    |
| 10043116010   | Heiligenwald                    | Schiffweiler          | Landkreis Neunkirchen    |
| 10043116020   | Landsweiler-Reden               | Schiffweiler          | Landkreis Neunkirchen    |
| 10043116030   | Schiffweiler                    | Schiffweiler          | Landkreis Neunkirchen    |
| 10043116040   | Stennweiler                     | Schiffweiler          | Landkreis Neunkirchen    |
| 10043117010   | Spiesen                         | Spiesen-Elversberg    | Landkreis Neunkirchen    |
| 10043117020   | Elversberg                      | Spiesen-Elversberg    | Landkreis Neunkirchen    |
| 10044111010   | Dillingen-Innenstadt            | Dillingen, Stadt      | Landkreis Saarlouis      |
| 10044111020   | Dillingen-Nord                  | Dillingen, Stadt      | Landkreis Saarlouis      |
| 10044111030   | Pachten                         | Dillingen, Stadt      | Landkreis Saarlouis      |
| 10044111040   | Diefflen                        | Dillingen, Stadt      | Landkreis Saarlouis      |
| 10044111050   | Überm Berg                      | Dillingen, Stadt      | Landkreis Saarlouis      |
| 10044112010   | Lebach                          | Lebach, Stadt         | Landkreis Saarlouis      |
| 10044112020   | Aschbach                        | Lebach, Stadt         | Landkreis Saarlouis      |
| 10044112030   | Dörsdorf                        | Lebach, Stadt         | Landkreis Saarlouis      |
| 10044112040   | Eidenborn                       | Lebach, Stadt         | Landkreis Saarlouis      |
| 10044112050   | Falscheid                       | Lebach, Stadt         | Landkreis Saarlouis      |
| 10044112060   | Gresaubach                      | Lebach, Stadt         | Landkreis Saarlouis      |
| 10044112070   | Knorscheid                      | Lebach, Stadt         | Landkreis Saarlouis      |
| 10044112080   | Landsweiler                     | Lebach, Stadt         | Landkreis Saarlouis      |
| 10044112090   | Niedersaubach                   | Lebach, Stadt         | Landkreis Saarlouis      |
| 10044112100   | Steinbach                       | Lebach, Stadt         | Landkreis Saarlouis      |
| 10044112110   | Thalexweiler                    | Lebach, Stadt         | Landkreis Saarlouis      |
| 10044113010   | Nalbach                         | Nalbach               | Landkreis Saarlouis      |
| 10044113020   | Bilsdorf                        | Nalbach               | Landkreis Saarlouis      |
| 10044113030   | Körprich                        | Nalbach               | Landkreis Saarlouis      |
| 10044113040   | Piesbach                        | Nalbach               | Landkreis Saarlouis      |
| 10044114010   | Biringen                        | Rehlingen-Siersburg   | Landkreis Saarlouis      |
| 10044114020   | Eimersdorf                      | Rehlingen-Siersburg   | Landkreis Saarlouis      |
| 10044114030   | Fremersdorf                     | Rehlingen-Siersburg   | Landkreis Saarlouis      |
| 10044114040   | Fürweiler                       | Rehlingen-Siersburg   | Landkreis Saarlouis      |
| 10044114050   | Gerlfangen                      | Rehlingen-Siersburg   | Landkreis Saarlouis      |
| 10044114060   | Hemmersdorf                     | Rehlingen-Siersburg   | Landkreis Saarlouis      |
| 10044114070   | Niedaltdorf                     | Rehlingen-Siersburg   | Landkreis Saarlouis      |
| 10044114080   | Oberesch                        | Rehlingen-Siersburg   | Landkreis Saarlouis      |
| 10044114090   | Rehlingen                       | Rehlingen-Siersburg   | Landkreis Saarlouis      |
| 10044114100   | Siersburg                       | Rehlingen-Siersburg   | Landkreis Saarlouis      |
| 10044115010   | Saarlouis                       | Saarlouis, Stadt      | Landkreis Saarlouis      |
| 10044115020   | Roden                           | Saarlouis, Stadt      | Landkreis Saarlouis      |
| 10044115030   | Fraulautern                     | Saarlouis, Stadt      | Landkreis Saarlouis      |
| 10044115040   | Lisdorf                         | Saarlouis, Stadt      | Landkreis Saarlouis      |
| 10044115050   | Beaumarais                      | Saarlouis, Stadt      | Landkreis Saarlouis      |
| 10044115060   | Picard                          | Saarlouis, Stadt      | Landkreis Saarlouis      |
| 10044115070   | Neuforweiler                    | Saarlouis, Stadt      | Landkreis Saarlouis      |
| 10044115080   | Steinrausch                     | Saarlouis, Stadt      | Landkreis Saarlouis      |
| 10044116010   | Saarwellingen                   | Saarwellingen         | Landkreis Saarlouis      |
| 10044116020   | Reisbach                        | Saarwellingen         | Landkreis Saarlouis      |
| 10044116030   | Schwarzenholz                   | Saarwellingen         | Landkreis Saarlouis      |
| 10044117010   | Schmelz                         | Schmelz               | Landkreis Saarlouis      |
| 10044117020   | Hüttersdorf                     | Schmelz               | Landkreis Saarlouis      |
| 10044117030   | Limbach                         | Schmelz               | Landkreis Saarlouis      |
| 10044117040   | Michelbach                      | Schmelz               | Landkreis Saarlouis      |
| 10044117050   | Primsweiler                     | Schmelz               | Landkreis Saarlouis      |
| 10044117060   | Dorf im Bohnental               | Schmelz               | Landkreis Saarlouis      |
| 10044118010   | Schwalbach                      | Schwalbach            | Landkreis Saarlouis      |
| 10044118020   | Elm                             | Schwalbach            | Landkreis Saarlouis      |
| 10044118030   | Hülzweiler                      | Schwalbach            | Landkreis Saarlouis      |
| 10044119010   | Altforweiler                    | Überherrn             | Landkreis Saarlouis      |
| 10044119020   | Berus                           | Überherrn             | Landkreis Saarlouis      |
| 10044119030   | Bisten                          | Überherrn             | Landkreis Saarlouis      |
| 10044119040   | Felsberg                        | Überherrn             | Landkreis Saarlouis      |
| 10044119050   | Wohnstadt                       | Überherrn             | Landkreis Saarlouis      |
| 10044119060   | Überherrn                       | Überherrn             | Landkreis Saarlouis      |
| 10044120010   | Differten                       | Wadgassen             | Landkreis Saarlouis      |
| 10044120020   | Friedrichweiler                 | Wadgassen             | Landkreis Saarlouis      |
| 10044120030   | Hostenbach                      | Wadgassen             | Landkreis Saarlouis      |
| 10044120040   | Schaffhausen                    | Wadgassen             | Landkreis Saarlouis      |
| 10044120050   | Wadgassen                       | Wadgassen             | Landkreis Saarlouis      |
| 10044120060   | Werbeln                         | Wadgassen             | Landkreis Saarlouis      |
| 10044121010   | Wallerfangen                    | Wallerfangen          | Landkreis Saarlouis      |
| 10044121020   | Bedersdorf                      | Wallerfangen          | Landkreis Saarlouis      |
| 10044121030   | Düren                           | Wallerfangen          | Landkreis Saarlouis      |
| 10044121040   | Gisingen                        | Wallerfangen          | Landkreis Saarlouis      |
| 10044121050   | Ihn                             | Wallerfangen          | Landkreis Saarlouis      |
| 10044121060   | Ittersdorf                      | Wallerfangen          | Landkreis Saarlouis      |
| 10044121070   | Kerlingen                       | Wallerfangen          | Landkreis Saarlouis      |
| 10044121080   | Leidingen                       | Wallerfangen          | Landkreis Saarlouis      |
| 10044121090   | Oberlimberg                     | Wallerfangen          | Landkreis Saarlouis      |
| 10044121100   | Rammelfangen                    | Wallerfangen          | Landkreis Saarlouis      |
| 10044121110   | St. Barbara                     | Wallerfangen          | Landkreis Saarlouis      |
| 10044122000   | Bous                            | Bous                  | Landkreis Saarlouis      |
| 10044123000   | Ensdorf                         | Ensdorf               | Landkreis Saarlouis      |
| 10045111010   | Bexbach                         | Bexbach, Stadt        | Saarpfalz-Kreis          |
| 10045111020   | Oberbexbach                     | Bexbach, Stadt        | Saarpfalz-Kreis          |
| 10045111030   | Frankenholz                     | Bexbach, Stadt        | Saarpfalz-Kreis          |
| 10045111040   | Höchen                          | Bexbach, Stadt        | Saarpfalz-Kreis          |
| 10045111050   | Kleinottweiler                  | Bexbach, Stadt        | Saarpfalz-Kreis          |
| 10045111060   | Niederbexbach                   | Bexbach, Stadt        | Saarpfalz-Kreis          |
| 10045112010   | Blieskastel-Mitte               | Blieskastel, Stadt    | Saarpfalz-Kreis          |
| 10045112020   | Altheim                         | Blieskastel, Stadt    | Saarpfalz-Kreis          |
| 10045112030   | Aßweiler                        | Blieskastel, Stadt    | Saarpfalz-Kreis          |
| 10045112040   | Ballweiler                      | Blieskastel, Stadt    | Saarpfalz-Kreis          |
| 10045112050   | Bierbach                        | Blieskastel, Stadt    | Saarpfalz-Kreis          |
| 10045112060   | Biesingen                       | Blieskastel, Stadt    | Saarpfalz-Kreis          |
| 10045112070   | Blickweiler                     | Blieskastel, Stadt    | Saarpfalz-Kreis          |
| 10045112080   | Böckweiler                      | Blieskastel, Stadt    | Saarpfalz-Kreis          |
| 10045112090   | Breitfurt                       | Blieskastel, Stadt    | Saarpfalz-Kreis          |
| 10045112100   | Brenschelbach                   | Blieskastel, Stadt    | Saarpfalz-Kreis          |
| 10045112110   | Mimbach                         | Blieskastel, Stadt    | Saarpfalz-Kreis          |
| 10045112120   | Pinningen                       | Blieskastel, Stadt    | Saarpfalz-Kreis          |
| 10045112130   | Niederwürzbach                  | Blieskastel, Stadt    | Saarpfalz-Kreis          |
| 10045112140   | Webenheim                       | Blieskastel, Stadt    | Saarpfalz-Kreis          |
| 10045112150   | Wolfersheim                     | Blieskastel, Stadt    | Saarpfalz-Kreis          |
| 10045113010   | Gersheim                        | Gersheim              | Saarpfalz-Kreis          |
| 10045113020   | Reinheim                        | Gersheim              | Saarpfalz-Kreis          |
| 10045113030   | Rubenheim                       | Gersheim              | Saarpfalz-Kreis          |
| 10045113040   | Herbitzheim                     | Gersheim              | Saarpfalz-Kreis          |
| 10045113050   | Bliesdalheim                    | Gersheim              | Saarpfalz-Kreis          |
| 10045113060   | Walsheim                        | Gersheim              | Saarpfalz-Kreis          |
| 10045113070   | Niedergailbach                  | Gersheim              | Saarpfalz-Kreis          |
| 10045113080   | Medelsheim                      | Gersheim              | Saarpfalz-Kreis          |
| 10045113090   | Seyweiler                       | Gersheim              | Saarpfalz-Kreis          |
| 10045113100   | Peppenkum                       | Gersheim              | Saarpfalz-Kreis          |
| 10045113110   | Utweiler                        | Gersheim              | Saarpfalz-Kreis          |
| 10045114010   | Homburg                         | Homburg, Stadt        | Saarpfalz-Kreis          |
| 10045114020   | Einöd                           | Homburg, Stadt        | Saarpfalz-Kreis          |
| 10045114030   | Jägersburg                      | Homburg, Stadt        | Saarpfalz-Kreis          |
| 10045114040   | Kirrberg                        | Homburg, Stadt        | Saarpfalz-Kreis          |
| 10045114050   | Wörschweiler                    | Homburg, Stadt        | Saarpfalz-Kreis          |
| 10045115010   | Kirkel-Neuhäusel                | Kirkel                | Saarpfalz-Kreis          |
| 10045115020   | Altstadt                        | Kirkel                | Saarpfalz-Kreis          |
| 10045115030   | Limbach                         | Kirkel                | Saarpfalz-Kreis          |
| 10045116010   | Bebelsheim                      | Mandelbachtal         | Saarpfalz-Kreis          |
| 10045116020   | Bliesmengen-Bolchen             | Mandelbachtal         | Saarpfalz-Kreis          |
| 10045116030   | Erfweiler-Ehlingen              | Mandelbachtal         | Saarpfalz-Kreis          |
| 10045116040   | Habkirchen                      | Mandelbachtal         | Saarpfalz-Kreis          |
| 10045116050   | Heckendalheim                   | Mandelbachtal         | Saarpfalz-Kreis          |
| 10045116060   | Ommersheim                      | Mandelbachtal         | Saarpfalz-Kreis          |
| 10045116070   | Ormesheim                       | Mandelbachtal         | Saarpfalz-Kreis          |
| 10045116080   | Wittersheim                     | Mandelbachtal         | Saarpfalz-Kreis          |
| 10045117010   | St. Ingbert-Mitte               | St. Ingbert, Stadt    | Saarpfalz-Kreis          |
| 10045117020   | St. Ingbert-Rohrbach            | St. Ingbert, Stadt    | Saarpfalz-Kreis          |
| 10045117030   | St. Ingbert-Hassel              | St. Ingbert, Stadt    | Saarpfalz-Kreis          |
| 10045117040   | St. Ingbert-Oberwürzbach        | St. Ingbert, Stadt    | Saarpfalz-Kreis          |
| 10045117050   | St. Ingbert-Rentrisch           | St. Ingbert, Stadt    | Saarpfalz-Kreis          |
| 10046111010   | Freisen                         | Freisen               | Landkreis St. Wendel     |
| 10046111020   | Eitzweiler                      | Freisen               | Landkreis St. Wendel     |
| 10046111030   | Schwarzerden                    | Freisen               | Landkreis St. Wendel     |
| 10046111040   | Haupersweiler                   | Freisen               | Landkreis St. Wendel     |
| 10046111050   | Oberkirchen                     | Freisen               | Landkreis St. Wendel     |
| 10046111060   | Grügelborn                      | Freisen               | Landkreis St. Wendel     |
| 10046111070   | Reitscheid                      | Freisen               | Landkreis St. Wendel     |
| 10046111080   | Asweiler                        | Freisen               | Landkreis St. Wendel     |
| 10046112010   | Marpingen                       | Marpingen             | Landkreis St. Wendel     |
| 10046112020   | Alsweiler                       | Marpingen             | Landkreis St. Wendel     |
| 10046112030   | Berschweiler                    | Marpingen             | Landkreis St. Wendel     |
| 10046112040   | Urexweiler                      | Marpingen             | Landkreis St. Wendel     |
| 10046113010   | Namborn                         | Namborn               | Landkreis St. Wendel     |
| 10046113020   | Baltersweiler                   | Namborn               | Landkreis St. Wendel     |
| 10046113030   | Eisweiler                       | Namborn               | Landkreis St. Wendel     |
| 10046113040   | Furschweiler                    | Namborn               | Landkreis St. Wendel     |
| 10046113050   | Gehweiler                       | Namborn               | Landkreis St. Wendel     |
| 10046113060   | Heisterberg                     | Namborn               | Landkreis St. Wendel     |
| 10046113070   | Hirstein                        | Namborn               | Landkreis St. Wendel     |
| 10046113080   | Hofeld-Mauschbach               | Namborn               | Landkreis St. Wendel     |
| 10046113090   | Pinsweiler                      | Namborn               | Landkreis St. Wendel     |
| 10046113100   | Roschberg                       | Namborn               | Landkreis St. Wendel     |
| 10046114010   | Bosen                           | Nohfelden             | Landkreis St. Wendel     |
| 10046114020   | Eisen                           | Nohfelden             | Landkreis St. Wendel     |
| 10046114030   | Eiweiler                        | Nohfelden             | Landkreis St. Wendel     |
| 10046114040   | Gonnesweiler                    | Nohfelden             | Landkreis St. Wendel     |
| 10046114050   | Mosberg                         | Nohfelden             | Landkreis St. Wendel     |
| 10046114060   | Neunkirchen                     | Nohfelden             | Landkreis St. Wendel     |
| 10046114070   | Nohfelden                       | Nohfelden             | Landkreis St. Wendel     |
| 10046114080   | Selbach                         | Nohfelden             | Landkreis St. Wendel     |
| 10046114090   | Sötern                          | Nohfelden             | Landkreis St. Wendel     |
| 10046114100   | Türkismühle                     | Nohfelden             | Landkreis St. Wendel     |
| 10046114110   | Walhausen                       | Nohfelden             | Landkreis St. Wendel     |
| 10046114120   | Wolfersweiler                   | Nohfelden             | Landkreis St. Wendel     |
| 10046115010   | Nonnweiler                      | Nonnweiler            | Landkreis St. Wendel     |
| 10046115020   | Bierfeld                        | Nonnweiler            | Landkreis St. Wendel     |
| 10046115030   | Braunshausen                    | Nonnweiler            | Landkreis St. Wendel     |
| 10046115040   | Kastel                          | Nonnweiler            | Landkreis St. Wendel     |
| 10046115050   | Otzenhausen                     | Nonnweiler            | Landkreis St. Wendel     |
| 10046115060   | Primstal                        | Nonnweiler            | Landkreis St. Wendel     |
| 10046115070   | Schwarzenbach                   | Nonnweiler            | Landkreis St. Wendel     |
| 10046115080   | Sitzerath                       | Nonnweiler            | Landkreis St. Wendel     |
| 10046116010   | Oberthal                        | Oberthal              | Landkreis St. Wendel     |
| 10046116020   | Gronig                          | Oberthal              | Landkreis St. Wendel     |
| 10046116030   | Güdesweiler                     | Oberthal              | Landkreis St. Wendel     |
| 10046116040   | Steinberg                       | Oberthal              | Landkreis St. Wendel     |
| 10046117010   | St. Wendel                      | St. Wendel, Stadt     | Landkreis St. Wendel     |
| 10046117020   | Bliesen                         | St. Wendel, Stadt     | Landkreis St. Wendel     |
| 10046117030   | Bubach                          | St. Wendel, Stadt     | Landkreis St. Wendel     |
| 10046117040   | Dörrenbach                      | St. Wendel, Stadt     | Landkreis St. Wendel     |
| 10046117050   | Hoof                            | St. Wendel, Stadt     | Landkreis St. Wendel     |
| 10046117060   | Leitersweiler                   | St. Wendel, Stadt     | Landkreis St. Wendel     |
| 10046117070   | Marth                           | St. Wendel, Stadt     | Landkreis St. Wendel     |
| 10046117080   | Niederkirchen                   | St. Wendel, Stadt     | Landkreis St. Wendel     |
| 10046117090   | Niederlinxweiler                | St. Wendel, Stadt     | Landkreis St. Wendel     |
| 10046117100   | Oberlinxweiler                  | St. Wendel, Stadt     | Landkreis St. Wendel     |
| 10046117110   | Osterbrücken                    | St. Wendel, Stadt     | Landkreis St. Wendel     |
| 10046117120   | Remmesweiler                    | St. Wendel, Stadt     | Landkreis St. Wendel     |
| 10046117130   | Saal                            | St. Wendel, Stadt     | Landkreis St. Wendel     |
| 10046117140   | Urweiler                        | St. Wendel, Stadt     | Landkreis St. Wendel     |
| 10046117150   | Werschweiler                    | St. Wendel, Stadt     | Landkreis St. Wendel     |
| 10046117160   | Winterbach                      | St. Wendel, Stadt     | Landkreis St. Wendel     |
| 10046118010   | Bergweiler                      | Tholey                | Landkreis St. Wendel     |
| 10046118020   | Hasborn-Dautweiler              | Tholey                | Landkreis St. Wendel     |
| 10046118030   | Lindscheid                      | Tholey                | Landkreis St. Wendel     |
| 10046118040   | Neipel                          | Tholey                | Landkreis St. Wendel     |
| 10046118050   | Scheuern                        | Tholey                | Landkreis St. Wendel     |
| 10046118060   | Sotzweiler                      | Tholey                | Landkreis St. Wendel     |
| 10046118070   | Theley                          | Tholey                | Landkreis St. Wendel     |
| 10046118080   | Tholey                          | Tholey                | Landkreis St. Wendel     |
| 10046118090   | Überroth-Niederhofen            | Tholey                | Landkreis St. Wendel     |

## Bilder

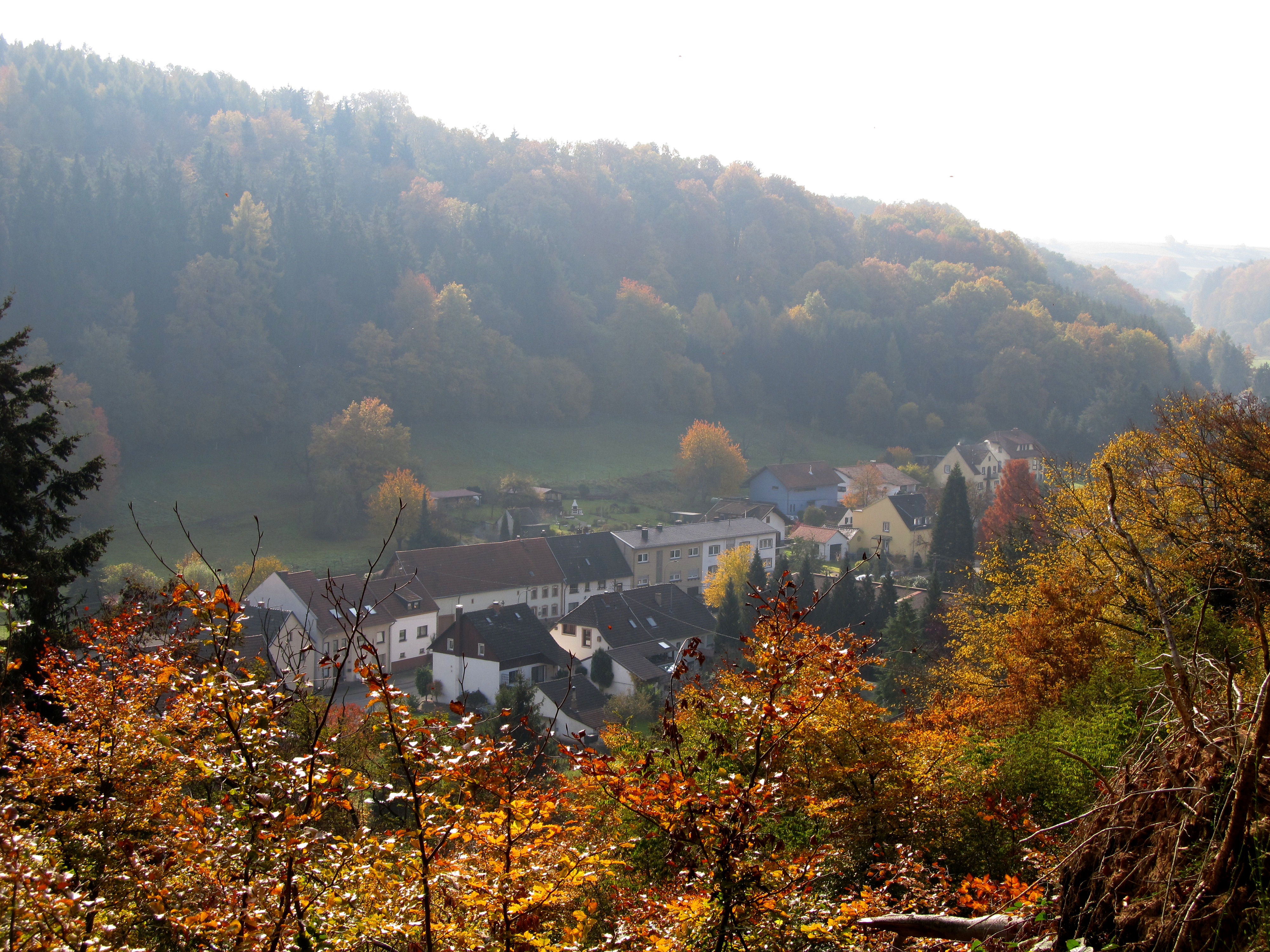
Blick auf Alschbach (Blieskastel)
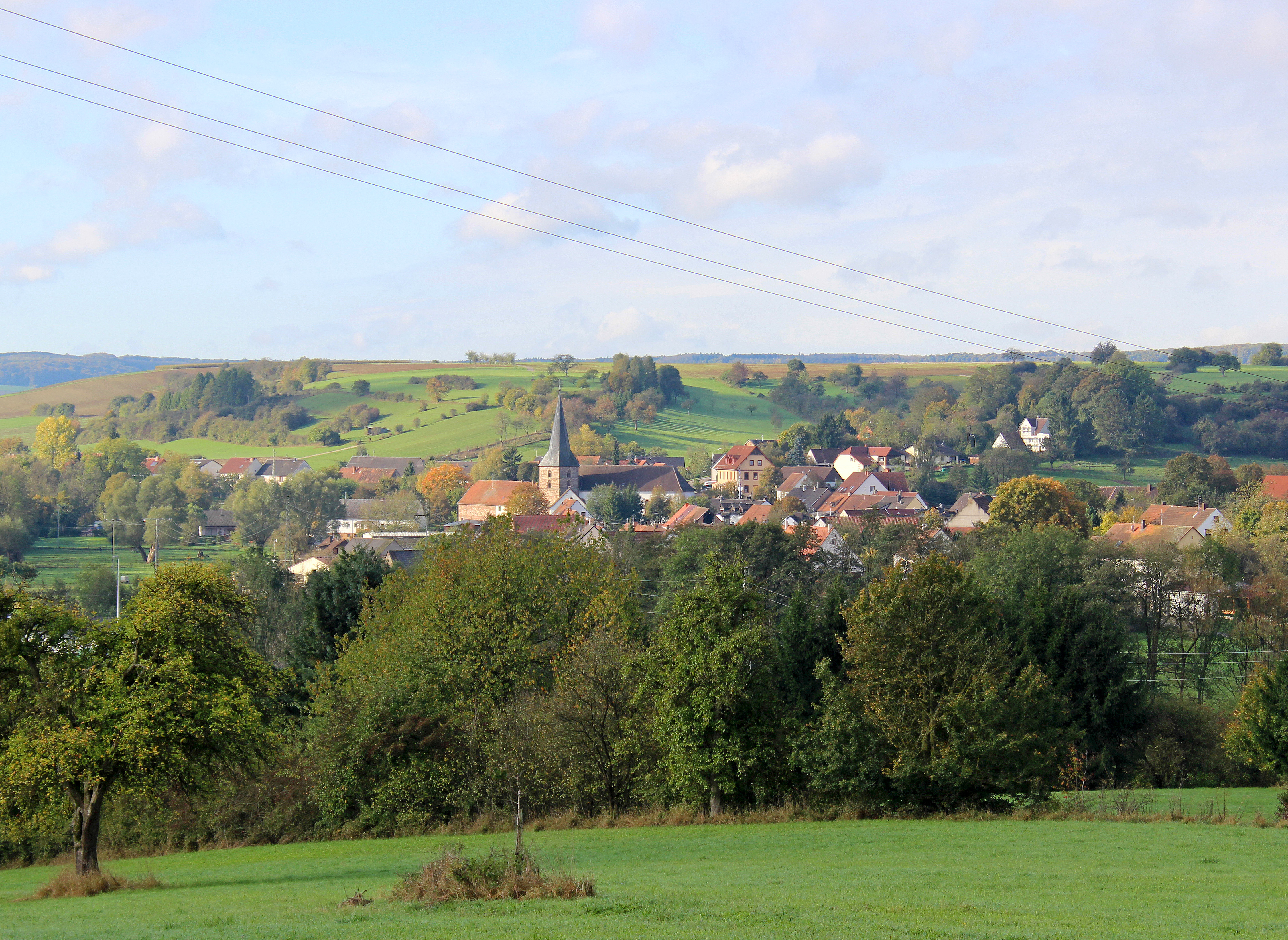
Blick auf Altheim (Blieskastel)
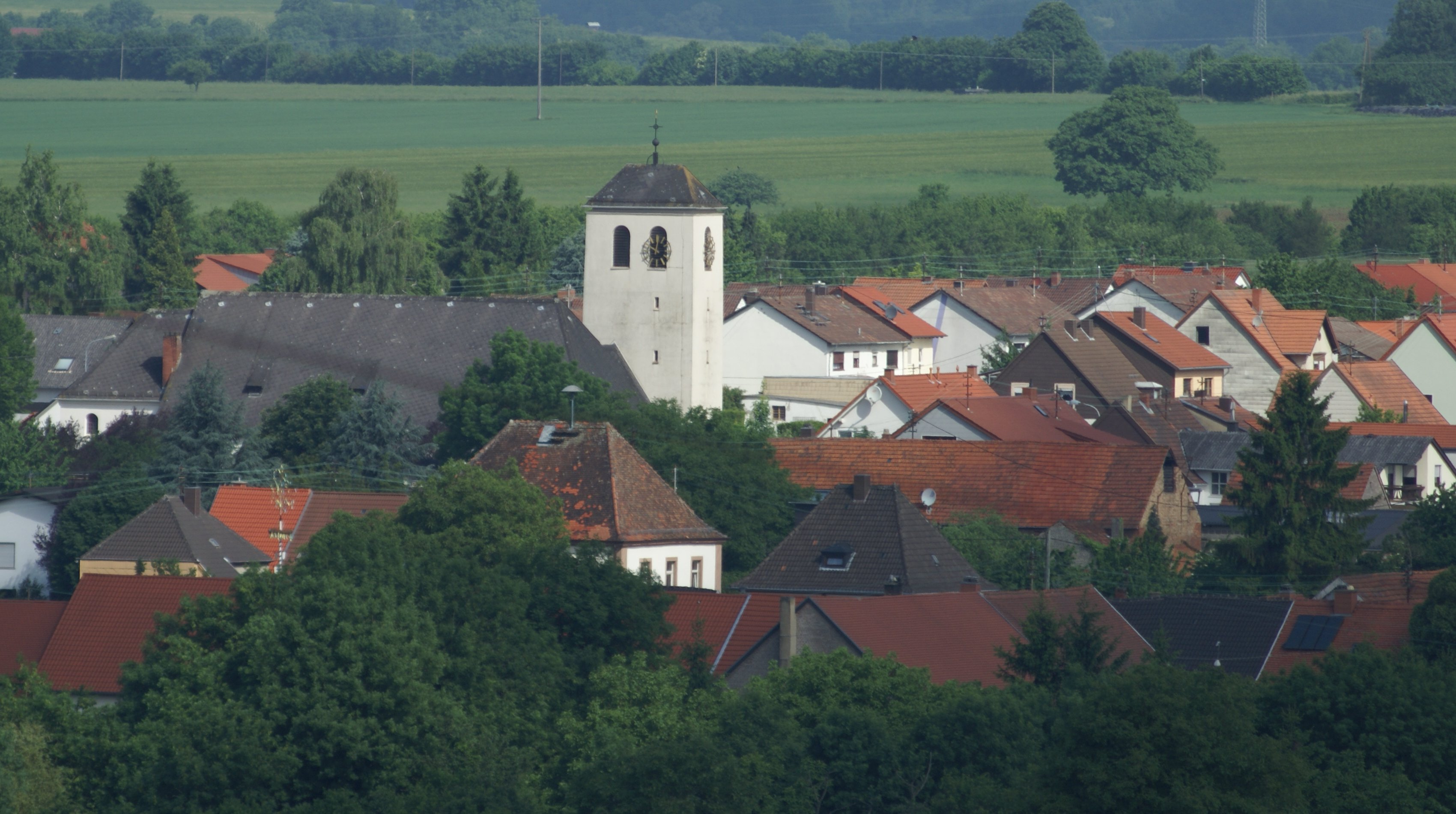
Blick vom Hölschberg über Aßweiler (Blieskastel)
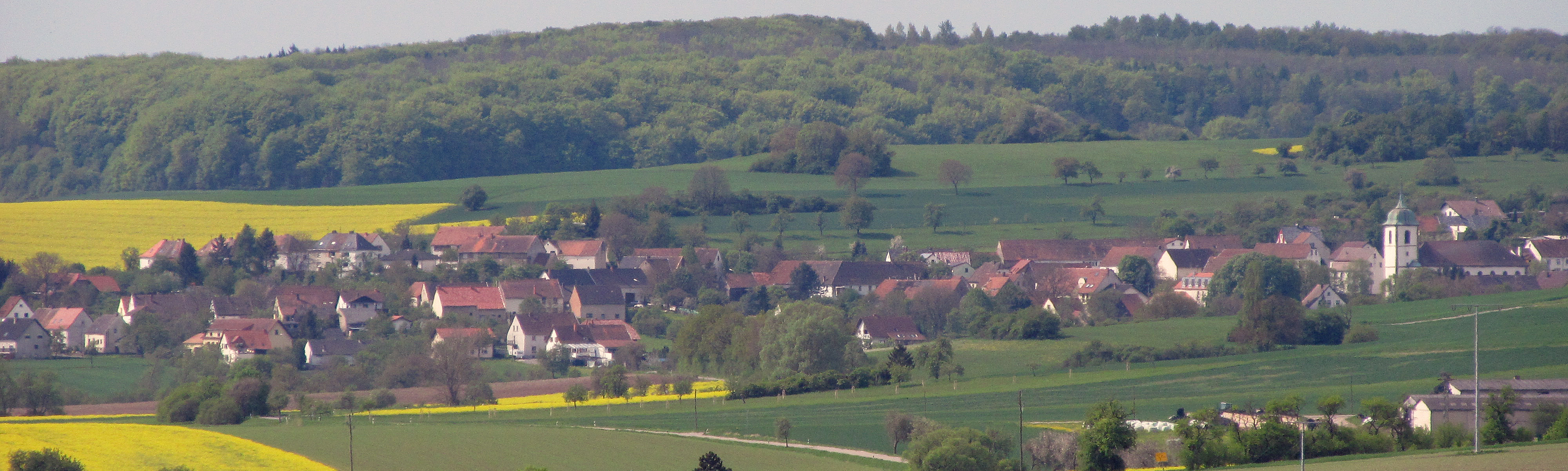
Blick auf Medelsheim (Gersheim)
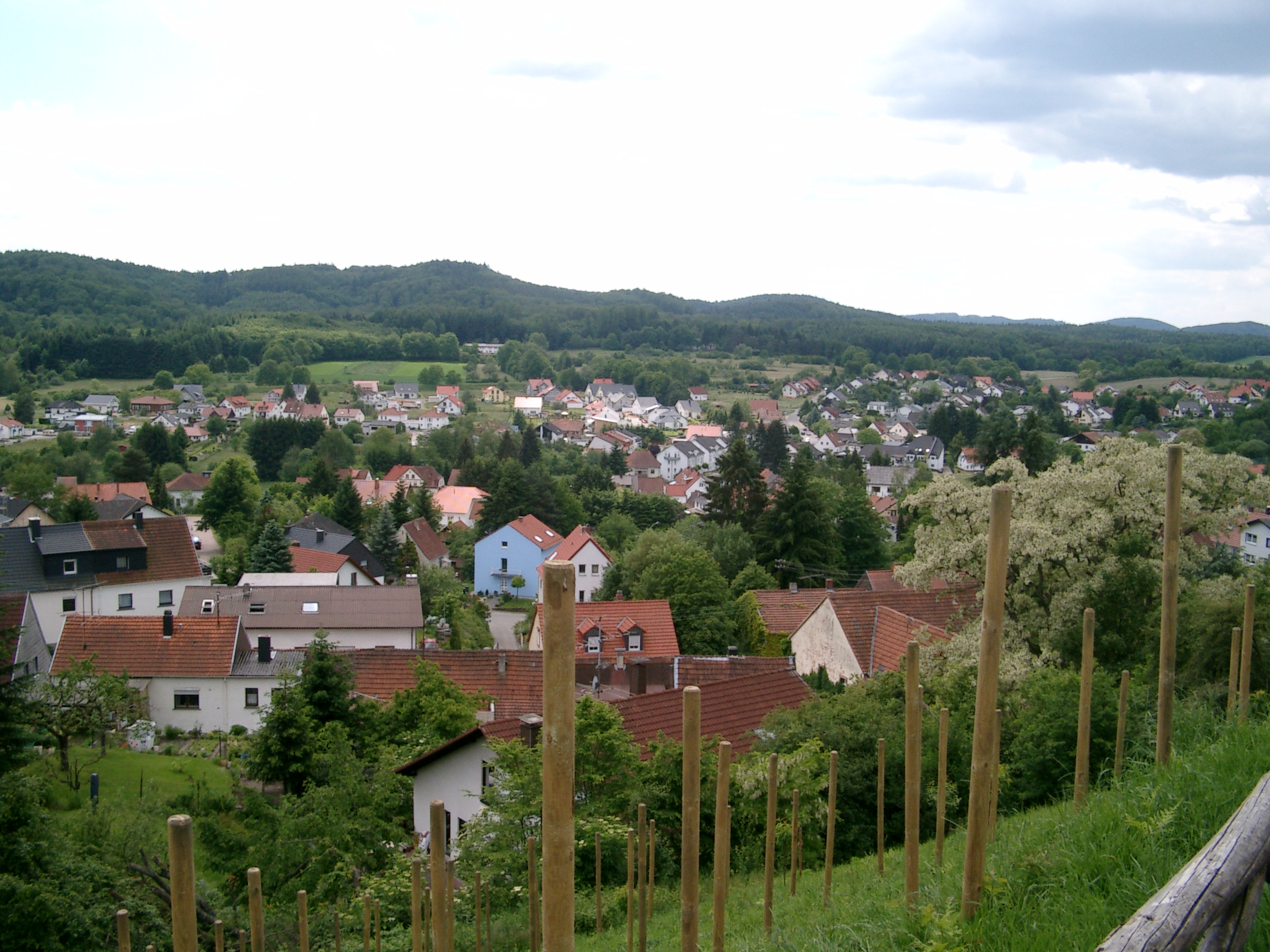
Sicht auf Neuhäusel (Kirkel)
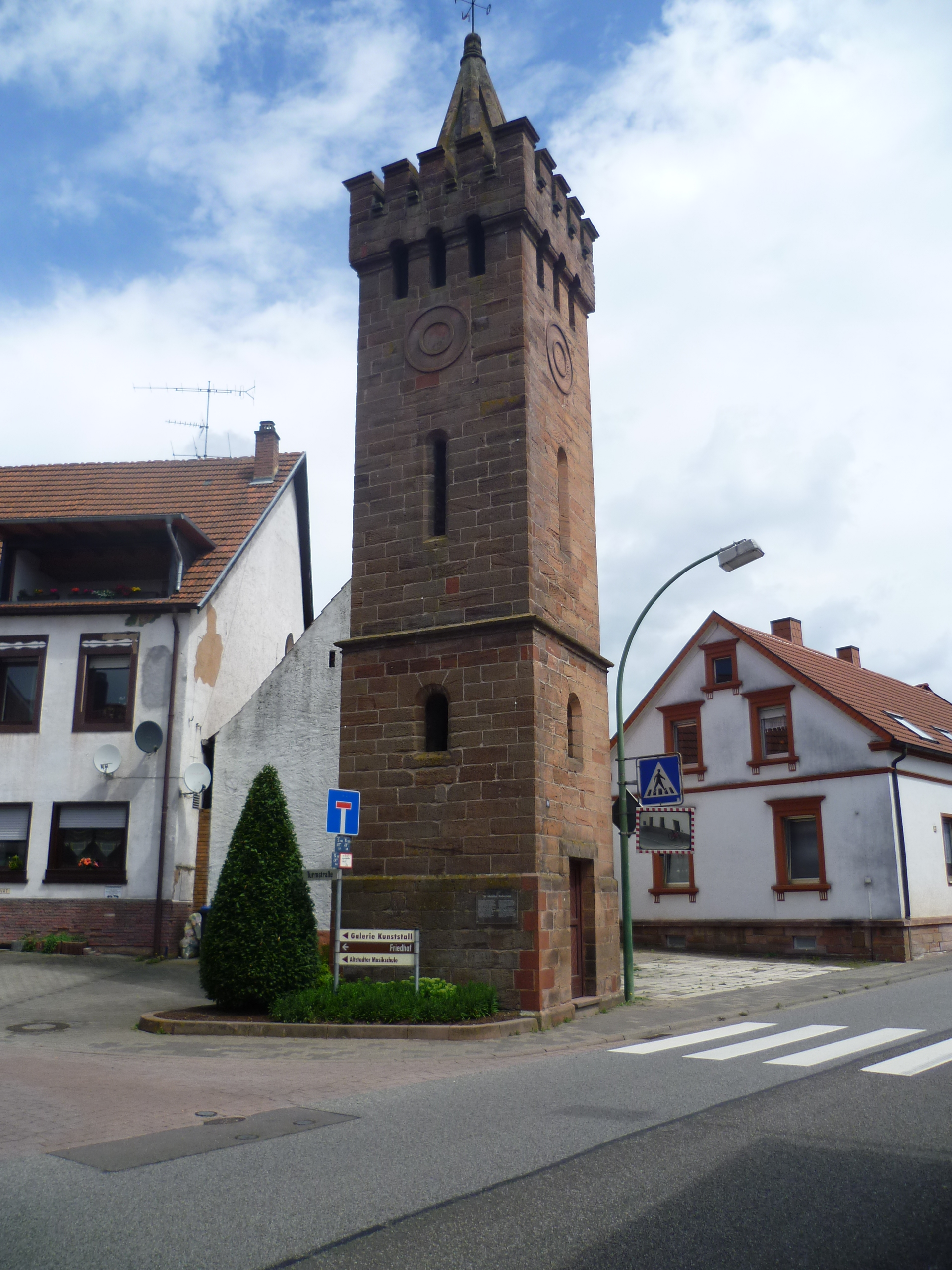
Altstadter Glockenturm (Kirkel)